# حسن حسن زاده آملي
حسن حسن زاده طبري آملي (بالفارسية: حسن حسن‌زاده طبری آملی) الشهير باسم حسن حسن زاده آملي، عالم شيعي إيراني، وفيلسوف عارف مفسر، ومؤلف كتب ورسائل عديدة. يعرف بالعلامة ذو الفنون. كما أنه متخصص في الأدبيات وعلم الفلك، من أساتذة الحوزة العلمية بمدينة قم.

## نشأته
هو نجم الدين حسن الطبري، والده عبد الله الطبري. ولد حسن زاده سنة 1346هـ في مدينة آمل شمال إيران. بدأ بدراسة المقدمات في مدينته آمل، وفي سنة 1369هـ انتقل إلى العاصمة طهران لمواصلة دراسته الحوزوية في مدرسة الحاج أبي الفتح، وكان من أساتذته الذين تتلمذ على أيديهم:

### أساتذته
1. محمد تقي آملي.
2. الميرزا مهدي القمشئي.
3. الميرزا أبي الحسن الشعراني.
4. أبي الحسن الرفيعي القزويني.
5. الفاضل التوني.

وفي عام 1381 للهجرة، هاجر إلى مدينة قم، فتعلم كلا من الحكمة والتفسير وعلم الأعداد وعلم الحروف عند كلا من:
1. محمد حسين الطباطبائي.
2. محمد حسن الإلهي.
3. علي القاضي.
4. مهدي القاضي.

أصبح بعد ذلك يعطي الدروس في الحكمة والعرفان والتفسير، كما له اهتمامٌ بالشعر الفارسي والعربي.

## قالوا فيه
- قول أستاذه أبو الحسن الشعراني فيه: «هو مولانا الأجل الموفق نجم الدين الشيخ حسن زاده آملي المعروف بحسن زاده.»
- كذلك قول محمد حسين الطباطبائي فيه:[2] «لم يعرف العلامة حسن زاده آملي إلا الإمام صاحب الزمان عجل الله فرجه الشريف»

## وفاته
تُوفي حسن حسن زاده آملي في 25 سبتمبر 2021، بعد صراع طويل مع المرض، عن عمر يناهز الـ94 عامًا.

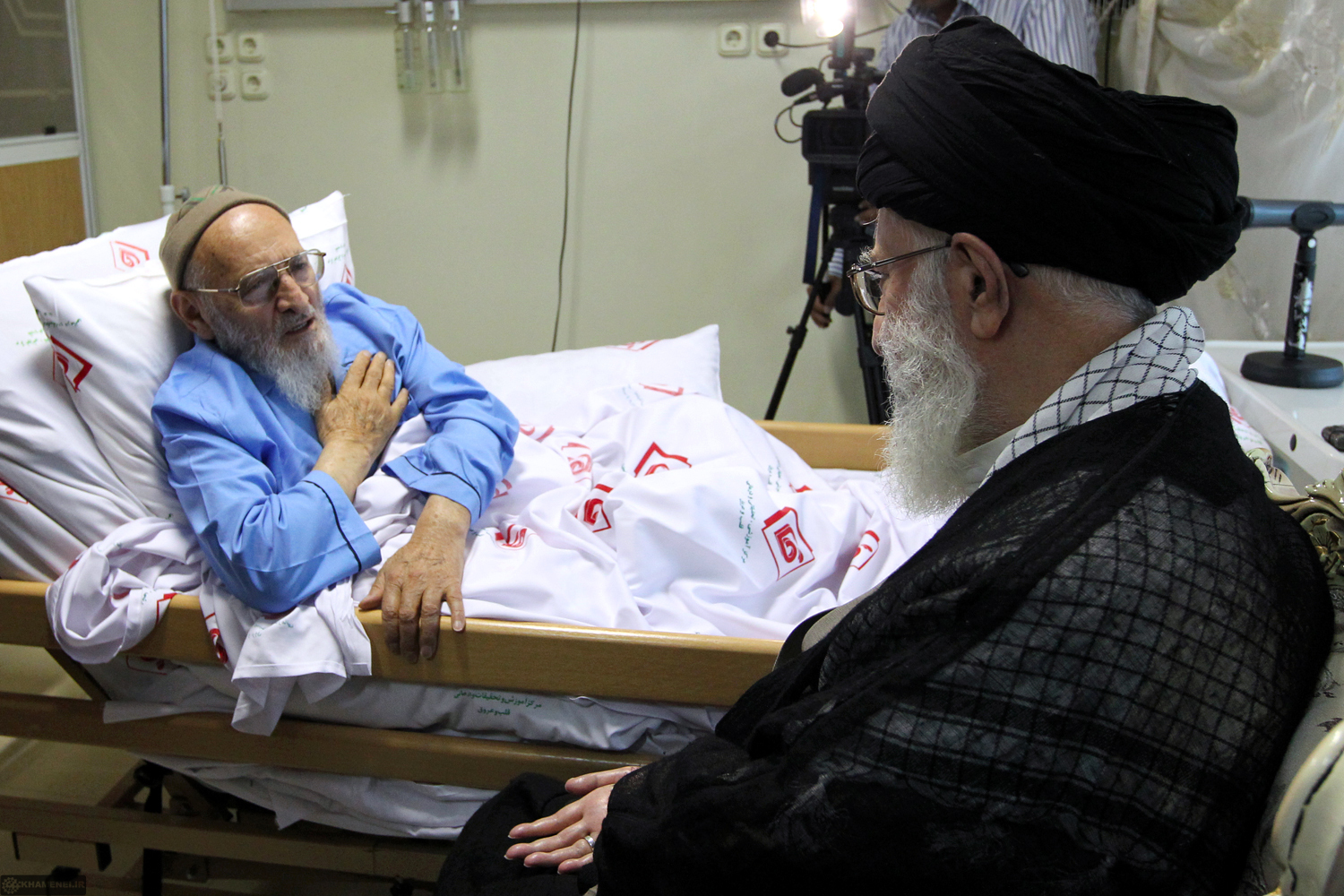
علي الخامنئي يزور حسن‌ زاده آملي في أيام الاستشفاء بسبب المرض

## مؤلفاته
له تآليف في علم العرفان والفلسفة والفقه الطب الهيئة وعلم الفلك وغيرها و هذا فهرس ببعض تصانيفه بالعربية والفارسية:
1. - الحجج البالغة على تجرد النفس الناطقة.
2. - دروس اتحاد العاقل والمعقول.
3. - نصوص الحكم على فصوص الحكم، وهو شرح فصوص الفارابي.
4. - شرح فص الحكمة العصمية في الكلمة الفاطمية.
5. - شرح زيج البهادري.
6. - رسالة في تفسير البسملة.
7. - ألف نقطة ونقطة.
8. - رسالة الرتق والفتق.
9. - خير الأثر في رد الجبر والقدر.
10. - ديوان شعر
11. - دفتر القلب وقد طبع أيضا ضمن ديوان الأشعار. ولهذا الدفتر قصة طويلة نختصرها فنقول أن العلامة كتب معظم أشعار دفتر القلب في ليلة واحدة من ليالي رمضان حيث كان يعيش حالة غريبة من الشوق الذي يحس بحرارته في قلبه ويقول العلامة أن القسم الذي يلامس قلبه من ملابسه كان حارا وكلما وضع يده على هذا المكان اشتدت حرارة يده. ومن هذا الدفتر نقرا القصيدة المعنونة بينبوع الحياة وهي أكثر من 400 بيتا وقصيدة "يا علي" الرائعة. وقد قرا العلامة هذه الأشعار على سماحة العلامة الهي قمشئي في قم فأطرى الأشعار وقرض الديوان بكلمة موجزة ولكنها في غاية الروعة نعرض عن ذكرها الآن.
12. - رسالة في مناسك الحج.
13. - الوحدة في نظر العارف والحكيم.
14. - مائة وخمسون درسا في معرفة النفس.
15. - اضبط المقال في ضبط أسماء الرجال.
16. - رسالة في الكـــر.
17. - الرسالة الإلهية " الهي نامه ".
18. - شرح نهج البلاغة في خمسة مجلدات بالعربية. وقد طبعت باسم تكملة منهاج البراعة في شرح نهج البلاغة للحاج ميرزا حبيب الله الهاشمي. وقد قرض له العلامة الشعراني بديباجة في غاية الروعة.
19. - رسالة في نفس الأمر.
20. - رسالة في الصبح والشفق.
21. - الصحيفة العسجدية في آلات رصدية.
22. - الكوكب الدري في مطلع التاريخ الهجري.
23. - ممد الهمم في شرح فصوص الحكم لابن عربي.
24. - الكلمة العليا في توقيفية الأسماء.
25. - دروس الهيئة والرياضيات في مجلدين.
26. - بحث في الحركة
27. - العمل الضابط في الرابطي والرابط
28. - من أنــــــا ؟
29. - رسالة في مجموعة من المسائل المتفرقة في الفقه
30. - تصحيح دورة نهج البلاغة
31. - كراسة في فن الأصول
32. - رسالة في المثل الإلهية
33. - رموز الكنوز في شرح كنوز الأسماء للعياني.
34. - النور المتجلي في الظهور الظلي.
35. - رسالة في الجعل
36. - الأوبة إلى التوبة من الحوبة
37. - مائة كلمة في معرفة النفس
38. - رسالة في الحركة الجوهرية
39. - رسالة في الكسب الكلامي
40. - رسالة في أقسام الفاعل
41. - نور على نور في الذكر والذاكر والمذكور.
42. - استخراج جداول التقويم لمدة تسع سنوات
43. - الإنسان الكامل في نهج البلاغة
44. - شرح أكر مانالاؤوس في المثلثات الكروية مع التصحيح.
45. - رسالة في علم الرمل
46. - تعليقات على العروة الوثقى
47. - رسالة في العلم
48. - شرح أربعين حديثا في معرفة النفس
49. - الدروس الأوفاقية في علم الاوفاق في أكثر من سبعين درسا.
50. - رسالة في إثبات عالم المثال.
51. - شرح باب التوحيد من حديقة الحقائق للسنائي الغزنوي
52. - التعليقات على شرح الجغميني على المخلص في الهيئة
53. - تصحيح وتعليق على تمهيد القواعد لصائن الدين ابن تركه
54. - خزينة الجوهر في أدلة التجرد للنفس الناطقة
55. - تصحيح كتاب أبي جعد وكتاب نثر اللآلي وكتاب الطب في مجلد واحد. بأمر من آية الله البروجردي.
56. - الإنسان في عرف العرفان
57. - رسالة المدارج والمعارج
58. - رسالة اللوح والقلم
59. - رسالة كل في فلك يسبحون
60. - تعليقات على تحفة الآجلة في معرفة القبلة للعلامة سردار الكابلي
61. - مصادر الاشعار المنسوبة للإمام علي عليه السلام.
62. - تصحيح وتعليق على كتاب الدر المكنون والجوهر المصون في علم الحروف للشيخ الأكبر
63. - رسالة في الرؤيا
64. - رسالة في التضاد
65. - تصحيح وتعليق على أصول إقليدس تحرير الخواجة الطوسي.
66. - تصحيح وتعليق على الإلهيات في الشفاء
67. - تصحيح وتحشية الكلستان للسعـــدي
68. - تصحيح وتعليق كتاب النفس من الشفاء
69. - مفاتيح الأسرار لسلاك الأسفار وهو تصحيح مع تعليقات على كتاب الأسفار.
70. - ترجمة المدينة الفاضلة للفارابي مع التعليق
71. - رسالة في المعاد
72. - رسالة في تناهي الأبعاد
73. - رسالة في التكامل البرزخي
74. - رسالة في شرح حديث عن التوحيد للإمام الصادق عليه السلام
75. - أربعون حديثا عرفانيا
76. - تصحيح كتاب المناظر في كيفية الأبصار لإقليدس
77. - ترجمة وتحشية رسالة الجمع بين الرأيين للفارابي
78. - تصحيح كتاب الاستيعاب في صنعة الاسطرلاب للبيروني
79. - رسالة في اختلاف المنظر وانكسار النور
80. - رسالة في البوصلة ومؤشر القبلة
81. - ليلة القدر وفاطمة عليها السلام
82. - تصحيح وتحشية رسالة تحفة الملوك في السير والسلوك
83. - ألف كلمة وكلمة
84. - وجيزة في شرح حال العلامة الطباطبائي
85. - تصحيح المراسلات بين السيد أحمد الكربلائي والشيخ محمد الغروي.
86. - نثر الدراري على نظم اللآلي
87. - درر القلائد على غرر الفوائد
88. - الإنسان والقران
89. - نهج الولاية في معرفة الإمام صاحب الأمر والزمان عجّل الله فرجه الشريف
90. - إنه الحق
91. - مجموعة المقالات
92. - ثلاثون فصلا في الدائرة الهندية
93. - رسالة في الخط.
94. - تعيين جهة القبلة وتشخيص الظهر الحقيقي للمدينة.
95. - القرآن والعرفان والبرهان لا يفترقون
96. - رسالة في الأربعين
97. - رسالة في الظل الرياضي
98. - العرفان والحكمة المتعالية
99. - تصحيح خلاصة المنهج للمولى الكاشاني
100. - رسالة الميل الكلي
101. - تصحيح وتعليق على رسالة القضاء والقدر للعلامة الدهدار.
102. - تكسير الدائرة من أمهات المسائل الهندسية
103. - تصحيح وتعليق على كشف المراد في شرح تجريد الاعتقاد
104. - رسالة في الإمامة
105. - فصل الخطاب في عدم تحريف كتاب رب الأرباب
106. - رسالة في لقاء الله
107. - رسالة في تعيين البعد بين المركزين
108. - كتاب دروس معرفة الوقت والقبلة
109. - تصحيح وتعليق على الطبيعيات من الشفاء.
110. - رسالة فارسية في المطالب الرياضية
111. - رسالة في الفنون الرياضية
112. - رسالة في قبلة المدينة
113. - تصحيح وتعليق على أكر ثاوذوسيوس
114. - تصحيح وتعليق على كتاب مساكن ثاوذوسيوس
115. - تصحيح وتعليق على رسالة عشرين بابا في عمل الإسطرلاب
116. - رسالة في شرح هيئة القوشجي
117. - تصحيح وتعليق على قبلة الملا مظفر الجنابذي
118. - رسالة في بعض الشعب الارثماطيقية
119. - كشيكل.
120. - مصادر مفاتيح الجنان مع بعض الترجمة.
121. - شرح بعض أشعار الخواجة حافظ الشيرازي
122. - تصحيح المثنوي للعارف الرومي
123. - تصحيح جامع التمثيل
124. - تصحيح وتعليق على شرح البرجندي على زيج الغ بيكي
125. - تصحيح وتعليق على الكرة المتحركة لاوطولوقوس
126. - تصحيح شرح البرجندي على رسالة عشرين بابا لصنع الاسطرلاب مع التعليق
127. - تصحيح وتعليق على مجسطي بطليموس
128. - تصحيح وتعليق على شرح نظام الجين النيشابوري على مجسطي بطليموس
129. - تصحيح وتعليق على شرح خير الله خان على مجسطي بطليموس
130. - تعليقات على ثمانية أبواب من شرح المطول للتفتازاني
131. - رسالة باب الرحمة في السير والسلوك
132. - رسالة في تفسير آية العرض
133. - تصحيح تذكرة الخواجة الطوسي في المبدأ والمعاد
134. - أمثال الطبري
135. - الأصول الحكمية والعرفانية
136. - تصحيح وتعليق على شرح حسين الخوارزمي على فصوص الحكم
137. - شرح فارسي لإشارات الشيخ " البهجة والسعادة ومقامات العارفين وأسرار الآيات ".
138. - تصحيح كليلة ودمنة مع التعليق وإضافة مقدمة
139. - رسالة في الولاية التكوينية
140. - رسالة أخرى في مطالب رياضية
141. - رسالة أخرى في فنون رياضية
142. - شرح رسالة العلامة الرفيعي في اتحاد العاقل والمعقول
143. - رسالتان في العلوم الغريبة
144. - مشكاة القدس على مصباح الأنس
145. - رسالة حول الرؤيا
146. - رسالة في اعتقادات العلامة في الأصول والمعارف الدينية
147. - دروس في شرح الخواجة للإشارات
148. - دروس الأسفار
149. - دروس شرح القيصري على الفصوص
150. - دروس مصباح الأنس
151. - مفاتيح المخازن
152. - أصول وأمهات الحكمة والعرفان
153. - وجيزة في الطب
154. - وجيزة في التشريح
155. - عيون مسائل النفس
156. - سرح العيون في شرح العيون
157. - تصحيح وتحشية رسالة حل ما ينحل
158. - تصحيح وتعليق على الحكمة العملية
159. - الأصول الحكمية
160. - وجيزة في شرح وبيان الجن
161. - تصحيح وشرح رسالة القطب والمنطقة لصدر المتألهين
162. - تصحيح وإعراب أصول الكافي
163. - تصحيح وتحشية خزائن النراقي
164. - تصحيح وتحشية نصاب الصبيان
165. - تصحيح وتحشية شرح العلامة القيصري على فصوص الحكم
166. - تصحيح وتحشية شرح الطوسي على منطق وحكمة الإشارات
167. - مصادر خطب ورسائل وحكم نهج البلاغة ومستدركاته
168. - تصحيح وتعليق على رسالة الفصل بين الروح والنفس
169. - وجيزة في منزلة وشخصية الشيخ المفيد
170. - رسالة أربعين حديثا في معرفة النفس
171. - رسالة في بيان اختلاف القراءات
172. - وجيزة في الرؤيا
173. - تجدد الامثال والحركة الجوهرية
174. - وجيزة في الصراط
175. - الصحيفة الزبرجدية في كلمات سجادية.
176. - مفاتيح الأسرار
177. - رسالة في الصرف
178. - رسائل وبرامج

## وصلات خارجية
- سير في حياة العلامة حسن زاده آملي
- إلى الله، حسن زاده آملي، مراجعة وضبط حسين نجيب محمد، دار المحجة البيضاء